# نورمان ويليس
نورمان ويليس (بالإنجليزية: Norman Willis)‏ هو نقابي وسياسي بريطاني، ولد في 21 يناير 1933 في المملكة المتحدة، وتوفي في 7 يونيو 2014. حزبياً، نشط في حزب العمال.

## روابط خارجية
- نورمان ويليس على موقع مونزينجر (الألمانية)